# Schroeder
Schroeder este un oraș în Santa Catarina (SC), Brazilia.